# Gabriel Katzka
Gabriel Katzka (* 25. Januar 1931 in New York City; † 19. Februar 1990 ebenda) war ein US-amerikanischer Theatermanager und Filmproduzent.

## Leben
Katzka wurde im New Yorker Stadtteil Brooklyn geboren und war der Sohn eines Juristen, der sich u. a. als Finanzier von Bühnenaufführungen betätigt hatte. Unter der Führung von Alexander H. Cohen begann sich Katzka junior bereits in den 1950er Jahren im Bereich Produktion und Management von Broadway-Bühnen zu engagieren. 1957 stellte er das Stück Hide and Seek auf die Beine und war in der ersten Hälfte des darauffolgenden Jahrzehnts in verschiedenen Funktionen an so unterschiedlichen Broadway-Inszenierungen wie Beyond the Fringe (1962), The School for Scandal (1963), Man and Boy (1963), Hamlet (1964) und Baker Street (1965) beteiligt. 
Zeitgleich, zu Beginn dieses Jahrzehnts, sammelte Katzka als Produktionsassistent beim Film erste Erfahrungen auch in diesem Medium. 1968 debütierte er als alleinverantwortlicher Filmproduzent für seine eigene, kleine Firma Cherokee Productions mit einem Philip-Marlowe-Krimi mit James Garner in der Hauptrolle. Katzka blieb fortan hochkarätig besetzten (u. a. Walter Matthau, Clint Eastwood, Warren Beatty, Sean Connery und Terence Hill), dramatischen Stoffen – Western, Kriminalfilme, Politdramen und Science-Fiction-Filme – treu. Mit seiner letzten Produktion, einer Fernsehserie rund um den Privatdetektiv Philip Marlowe, kehrte Gabriel Katzka Mitte der 1980er Jahre thematisch zu seinen Produktionsanfängen zurück.

## Filmografie
- 1969: Der Dritte im Hinterhalt (Marlowe)
- 1970: Stoßtrupp Gold (Kelly’s Heroes)
- 1970: Das Wiegenlied vom Totschlag (Soldier Blue)
- 1974: Zeuge einer Verschwörung (The Parallax View)
- 1974: Stoppt die Todesfahrt der U-Bahn 123 (The Taking of Pelham 1-2-3)
- 1977: Mister Billion (Mr. Billion)
- 1978: Dreckige Hunde (Who’ll Stop the Rain)
- 1979: Meteor
- 1979: Butch & Sundance – Die frühen Jahre (Butch and Sundance: The Early Days)
- 1980: Kavik, der Schlittenhund (The Courage of Kavik, the Wolf Dog, Fernsehfilm)
- 1982: Das Engelsgesicht – Drei Nächte des Grauens (The Beast Within)
- 1983: Verflucht sei, was stark macht (The Lords of Discipline)
- 1983: Marines
- 1985: Der Falke und der Schneemann (The Falcon and the Snowman)
- 1986: Philip Marlowe, Private Eye (Fernsehserie)